# Óscar Vladimir Rojas
Óscar Vladimir Rojas Giacomozzi (Purén, 15 november 1958) is een voormalig profvoetballer uit Chili, die gedurende zijn carrière speelde als verdediger. Hij beëindigde zijn loopbaan in 1991.

## Clubcarrière
Rojas, bijgenaamd Tallarin en Flaco, speelde het grootste deel van zijn carrière in zijn vaderland Chili. Met Colo-Colo won hij driemaal de Chileense landstitel (1981, 1983, 1986) en vier keer de Chileense bekercompetitie (1981, 1982, 1985, 1988).

## Interlandcarrière
Rojas speelde in totaal tien officiële interlands (één doelpunt) voor Chili in de periode 1982-1988. Hij maakte zijn debuut op 30 maart 1982 in een vriendschappelijke interland in en tegen buurland Peru (1-0), en nam met Chili onder meer deel aan de WK-eindronde in 1982.

## Erelijst
Colo-Colo
- Primera División

1981, 1983, 1986
- Copa Chile

1981, 1982, 1985, 1988